# 吉備津神社 (福山市)
34°34′09″N 133°16′16″E / 34.56922°N 133.27103°E
吉備津神社（日语：／ Kibitsu-Jinja */?）是日本廣島縣福山市新市町宮內的神社，社格是備後國一宮、國幣小社和別表神社，祭神是大吉備津彥命，別當寺是中興寺和神宮寺，神宮寺同時也是神願寺。氏子方面，根據《日本社寺大觀》和《府縣鄉社明治神社誌料》記載是343戶，《全國神社名鑒》稱是600戶，崇敬者則有2,400人。
文化財方面，神社境內為日本國史跡「一宮（櫻山慈俊舉兵傳說地）」的一部分，本殿、木造狛犬和四把太刀為重要文化財，神樂殿和銅製錫杖頭是廣島縣指定重要文化財，大鳥居、下隨神門、拜殿和六角燈籠則是福山市指定文化財。

## 歷史
神社在近世為止稱為吉備津彥大明神、一宮大明神、吉備津宮和吉備津彥神社，吉備津神社為明治之後的稱呼。地理位置方面，神社位於神谷川下游平原的中央部分，社殿背山朝東而建，所在地的高度足以俯瞰宮內地區，距離新市站約一公里。行政區劃方面，神社原屬備後國蘆田郡，後為品治郡宮內村、網引村、蘆品郡網引村和蘆品郡新市町，大字是宮內，字是上市。
神社創建於大同元年（806年），在吉備國分成為備前國、備中國和備後國時，從備中國的吉備津神社勸請而來，《福山志料》稱神社最初位於蘆田郡土生村用土。不過，由於神社是式外社，因此在史料上最早的紀錄已經是永萬元年的6月《神祇官諸社年貢注文》，當時稱為吉備津宮，為備後國唯一被神祇官要求上繳年貢的神社。由於注文提及的神社均是諸國的一宮和二宮，可見神社在當時已被視為備後國的一宮。至於最早明確記載神社為備後一宮的史料則是《一遍上人繪傳》。
長和3年（1014年），根據成書於寶永8年（1711年）的《吉備津宮八講之緣起卷尾之書》記載，神社在當時開始舉行法華八講。久安4年2月8日（1148年2月29日），根據《祇園社記》和《社家條條記錄》等記載，在山城國祇園社舉行法華八講時，吉備津神社則為八講料所。建久3年12月14日（1193年1月18日），根據《吾妻鏡》記載，神社作為平家沒官領原本由一條能保之妻，源賴朝之妹坊門姬拜領，在其死後由她的子女繼承，反映神社在源平合戰時支持平家。
寬喜元年11月27日（1229年12月14日）晚上，根據《百錬抄》記載，神社失火，連本尊也被焚毀。弘安10年（1287年），根據《一遍上人年譜略》和《一遍聖繪》等記載，神社在一遍到訪時獻上秦王破陣樂作為供養。永仁5年（1297年），根據《蘆品郡志》記載，神社獲六波羅寄進16,000貫地。嘉元4年10月18日（1306年11月24日），根據《淨土寺文書》記載，神社的伶人在淨土寺金堂重建時曾經獻舞。當時，神社的別當職可能由淨土寺持有。元弘2年（1332年），根據《太平記》記載，南朝的櫻山茲俊在神社縱火後自殺，神社也因此化為灰燼，貞和2年12月21日（1347年2月2日，興國7年），根據《高師泰書下案》記載，負責準備神社祭品的供菜人等打算抬着神輿衝進淨土寺。永和2年（1376年，天授2年），神社先由小野宮左近將監重建，明德3年（1392年，元中9年）再由奉備後守護細川賴長之命的山陽道的武家重建。
永享12年正月16日（1440年2月19日），根據收錄於《中戶文書》內的《宮元盛寄進狀》記載，神社領內的四處地方被寄進至別當中興寺的塔頭正覺院，同年12月13日（1440年2月19日）的《明聚寄進狀》則記載神社的田地也被寄進至正覺院。天文9年（1540年）10月，根據《日本古鐘銘集成》記載，神社獲山名理興寄進鐘。天正19年（1591年），根據《水野記》等記載，神社原本的16,000貫社領雖然被毛利輝元沒收，但是也獲賜300石。慶長5年（1600年），神社的300石社領雖然被福島正則沒收，但是也獲賜33石1斗5升。元和5年（1619年），根據《府縣鄉社明治神社誌料》記載，神社獲水野勝成寄進50石，不過根據《水野記》記載，水野勝成則與福島正則一樣，均是寄進33石1斗5升。《日本歷史地名大系》和採納前者說法，《角川日本地名大辭典》則是後者。寬文10年（1670年），神社獲江戶幕府寄進，《府縣鄉社明治神社誌料》稱是3石2斗4升，《日本歷史地名大系》和則指是3石3斗2升。
明治2年（1869年），神社獲列為品治郡和神石郡的鄉社，1876年升為縣社，1907年2月1日列為神饌幣帛料供進社，1928年升至國幣小社。1985年7月1日，神社獲列為別表神社。

## 祭神
- 十二神社
- 十麻里二柱神社
- 櫻山神社

神社的祭神是大吉備津彥命，相殿神是大日本根子彥太瓊命、細比賣命和稚武吉備津彥命，大日本根子彥太瓊命和細比賣命供奉於右邊，稚武吉備津彥命則是左邊。稚武吉備津彥命是大吉備津彥命之弟，吉備臣之祖，大日本根子彥太瓊命和細比賣命是兩人的父母。攝末社的祭神分別是「吉備津彥命的族人和大國主命」（十二神社）、吉備津彥命的12名親戚（十麻里二柱神社）、櫻山茲俊（櫻山神社）、宇迦能御魂神（稻荷神社）、乳房神（乳房神社）、少彥名神（疱瘡神社）、武內宿禰（武內神社）、聖德太子（廄戶皇子神社）、菅原道真公（吉備津天滿宮）、神道家的御靈神（祖靈社）、明治及之後的戰死者的御靈（彰德宮）、猿田彥命（白髭神社或白髮神社）、雷神（山雷神社）、御井神（真名井神社）、大山祇神（大山祇神社）、火之迦具土神（秋葉神社）、「高野明神、丹生明神、氣比明神和嚴島明神」（四所神社）、事代主神（胡神社）、「多紀理毘賣命、市寸島比賣命和多岐都比賣命」（嚴島神社）和幸神（幸神社）。
- 嚴島神社
- 多理比理神社

此外，神社尚有末社多理比理神社，祭神是多理比理神。根據《式內社調查報告》說法，為式內社多理比理神社的論社，備後國17座式內社之一，也是品治郡唯一的式內社。多理比理神社是《延喜式神名帳》吉田家本的稱呼，發音是Tarihiri（タリヒリ），九條家本和武田本則稱為多理比神社。多理比理神社最初位於品治郡服部村大字服部本鄉神子原，後來荒廢，並且轉移至吉備津神社境內，也有說法認為多理比理神社打從一開始便位於宮內。至於多理比理神的身份，《式內社調查報告》提出了兩個說法，分別是息長帶姬命和多比理岐志麻流美神，息長帶姬命說法是基於多理比理中的「比理」是指姬，也就是多理姬（Tarihime），發音與帶姬（Tarashihime）類近，加上其弟息長日子王是吉備品遲君之祖，因此視為品治郡式內社祭神也合理。多比理岐志麻流美神說法則基於其曾祖葦那陀迦神同時是備中國窪屋郡的足高神社以及蘆田郡的葦高神社的祭神，加上發音也與多理比理神類近而來。

## 境內
- 史跡碑
- 拜殿
- 神樂殿

根據《日本社寺大觀》和《府縣鄉社明治神社誌料》記載，神社境內面積達5409坪（約17880.99平方），《全國神社名鑒》稱是11514坪（約38062.81平方），境內也是日本國史跡「一宮（櫻山慈俊舉兵傳說地）」的一部分。本殿佔地28坪（約92.56平方），由水野勝成建於慶安元年（1648年），為長9.7米，寬18.48米的入母屋造建築，正面建有三間的向拜，檜皮葺屋頂，正面是千鳥破風和軒唐破風，內陣設壇，比外陣高1尺8寸（約0.55），內內陣則設有神座，比內陣再高1尺8寸。拜殿也是建於慶安元年，為正面五間，側面四間的切妻造平入建築，銅板屋頂，其中有三條木柱沿用永和2年（1376年，天授2年）時的本殿向拜的角柱，在1961年和1971年曾經進行修葺。同樣建於慶安元年的尚有神樂殿，為正面一間，側面兩間的入母屋造妻入建築，原本是檜皮葺屋頂，其後改鋪銅板。
- 上隨神門
- 下隨神門
- 大鳥居

神社也建有上隨神門和下隨神門，上隨神門左右兩旁是樂所，推測是用作演奏雅樂和更衣，下隨神門則推測建於18世紀中期，為三間一戶的瓦屋八腳門。參道入口處也建有大鳥居，建於慶安元年，為高5.8米，最頂部分（笠木）長6.25米，柱直徑是54厘米，為花崗岩製的明神鳥居，掛有刻上「吉備津一宮」的銅額。此外，在本殿前也建有六角燈籠，六角燈籠以花崗岩製成，高2.9米，寬82厘米，水野勝成在慶安2年（1649年）為了紀念本殿完工將其寄進至神社，在境內有刻上年份的石燈籠中最為古老。

## 祭事
| 月次祭（每月1日和15日） | 月次祭（每月1日和15日）      | 月次祭（每月1日和15日） | 月次祭（每月1日和15日）            | 月次祭（每月1日和15日） | 月次祭（每月1日和15日）                            | 月次祭（每月1日和15日）                            |                        |
| ----------------------- | ---------------------------- | ----------------------- | ---------------------------------- | ----------------------- | -------------------------------------------------- | -------------------------------------------------- | ---------------------- |
| 1月                     | 歲旦祭（1月1日）             | 5月                     | —                                  | 9月                     | 祖靈社例祭（9月23日） 嚴島神社例祭（第四個星期六） | 祖靈社例祭（9月23日） 嚴島神社例祭（第四個星期六） |                        |
| 2月                     | 節分祭（2月3日）             | 6月                     | 大祓祭（夏越祭，6月30日）          | 10月                    | —                                                  | 七五三祭（10月至11月）                             | 七五三祭（10月至11月） |
| 3月                     | —                            | 7月                     | —                                  | 11月                    | 市立大祭（11月23日前後）                           | 七五三祭（10月至11月）                             | 七五三祭（10月至11月） |
| 4月                     | 櫻山神社例祭（第二個星期日） | 8月                     | 胡神社例祭（御盆節後第一個星期六） | 12月                    | 除夜祭（12月31日）                                 | 除夜祭（12月31日）                                 |                        |

## 文化財
| 名稱 | 文化財類別 | 指定類別             | 指定日期       | 參考資料 |
| --- | ---------- | -------------------- | -------------- | -------- |
| 毛抜形太刀 銘備州尾道五阿彌長行 天文廿四年六月吉日 吉備津宮奉寄進御太刀（二字不明） 次郎左エ門尉忠吉 拵付 | 工藝品     | 重要文化財           | 1915年3月26日  | [ 27 ]   |
| 毛抜形太刀 銘備州尾道五阿彌長行 天文廿四年六月吉日 吉備津宮奉寄進御太刀（以下不明）                       | 工藝品     | 重要文化財           | 1915年3月26日  | [ 28 ]   |
| 毛抜形太刀 銘正光 拵付                                                                                    | 工藝品     | 重要文化財           | 1915年3月26日  | [ 29 ]   |
| 毛抜形太刀 銘正光 拵付                                                                                    | 工藝品     | 重要文化財           | 1915年3月26日  | [ 30 ]   |
| 一宮（櫻山慈俊舉兵傳說地）                                                                                | 日本國史跡 | 日本國史跡           | 1934年3月13日  | [ 31 ]   |
| 木造狛犬                                                                                                  | 建造物     | 重要文化財           | 1942年12月22日 | [ 32 ]   |
| 銅製錫杖頭                                                                                                | 工藝品     | 廣島縣指定重要文化財 | 1958年1月18日  | [ 33 ]   |
| 吉備津神社本殿                                                                                            | 建造物     | 重要文化財           | 1965年5月29日  | [ 34 ]   |
| 吉備津神社神樂殿                                                                                          | 建造物     | 廣島縣指定重要文化財 | 1997年5月19日  | [ 22 ]   |
| 吉備津神社大鳥居                                                                                          | 建造物     | 福山市指定文化財     | 2003年9月29日  | [ 24 ]   |
| 吉備津神社下隨神門                                                                                        | 建造物     | 福山市指定文化財     | 2003年9月29日  | [ 23 ]   |
| 吉備津神社拜殿                                                                                            | 建造物     | 福山市指定文化財     | 2003年9月29日  | [ 21 ]   |
| 吉備津神社六角燈籠                                                                                        | 建造物     | 福山市指定文化財     | 2003年9月29日  | [ 25 ]   |

## 註解
1. ↑  用土現為府中市用土町[8]。
2. ↑  《日本歷史地名大系》引述《福山志料》指神社由櫻山左近將監在天授年間（1375年至1381年，永和元年至康曆3年）重建[7]，則指由與櫻山氏同族的宮左近將監於天授年間重建[3]，《角川日本地名大辭典》也採納天授年間的說法[8]。不過，備陽史探訪之會會長田口義之認為神社在永和年間（1375年至1379年，文中4年至天授5年）由宮左近將監重建不過是流傳於戰前（日语：戦前）地方史學家之間的說法，出處也曖昧不明，並且引述收錄於《廣島縣史》內的《水野記》，指出神社是由細川賴長在明德3年重建[10]。
3. ↑  根據志賀剛的說法，多理比理源於多理比流，多理是指足夜或足日中的或，指富足，比流是蒜，他推測以前當地是長有大量蒜的山，稱為Tarihiru山，後來把山字省略掉後變成多理比理[15]。
4. ↑  服部本鄉神子原現為福山市驛家町（日语：駅家町）服部本鄉[8]。
5. ↑  另一論社是當島八幡神社內的多理比理神社，這座多理比理神社原本位於品治郡上山守村小丸山（現福山市驛家町上山守），延元元年轉移至當島八幡神社，或者是倒轉。當地氏子在1894年9月在神社入口處豎立了刻有「式內多理比理神社」的石柱，高約210厘米，主張當島八幡神社同時是多理比理神社[16]。對此，志賀剛否定宮內說法，他認為在神谷川上流藤尾村有另一座式內社高依彥神社，以狹長的神谷川流域面積來說，難以想像會有兩座式內社同時存在，加上與宮內的距離達八公里，而且隔了多座山，分靈幾乎不可能。相對地，上山守的平原面積與新市町平原相比大數倍，氏子地區也多達12個村，因此他支持上山守說法[15]。

## 外部連結
- . 吉備津神社.   [2023-03-30]. （原始内容存档于2023-07-10） （日语）.
- . 福山市. 2017-08-01  [2023-03-30]. （原始内容存档于2023-03-30） （日语）.
- . 新市町觀光協會.   [2023-03-30]. （原始内容存档于2023-03-30） （日语）.
- . 全國一之宮巡拜會.   [2023-03-30]. （原始内容存档于2023-04-07） （日语）.